# Заїчко Никифор Андронович
Никифор Андронович Заїчко (нар. 1903, село Янківці, тепер село Іванківці Козятинського району Вінницької області — ?) — український радянський діяч, голова колгоспу «День врожаю» Козятинського району Вінницької області. Депутат Верховної Ради СРСР 2-го скликання.

## Життєпис
Народився в селянській родині. Працював у колгоспі. На початку німецько-радянської війни був евакуйований на Поволжя.
У березні 1942—1945 роках — в Червоній армії, учасник німецько-радянської війни. Служив начальником похідної майстерні 566-ї окремої автомобільної роти 399-ї стрілецької дивізії 62-ї армії Сталінградського фронту, шевцем майстерні обозно-речового постачання 1343-го стрілецького полку 399-ї стрілецької дивізії 1-го Білоруського фронту, стрільцем 1-го стрілецького батальйону 399-ї стрілецької дивізії.
З 1945 року — голова колгоспу «День врожаю» Козятинського району Вінницької області.

## Нагороди
- медаль «За відвагу» (21.07.1945)
- медаль «За бойові заслуги» (18.06.1944)
- медаль «За оборону Сталінграда» (22.12.1942)
- медалі